# Thetidia serraria
Thetidia serraria är en fjärilsart som beskrevs av Otto Staudinger 1892. Thetidia serraria ingår i släktet Thetidia och familjen mätare. Inga underarter finns listade i Catalogue of Life.